# Nuxt.js
Nuxt.js（ナクスト・ジェイエス）は、Vue.js、Node.js、Webpack、Babel.jsに基づく自由かつオープンソースWebアプリケーションフレームワークで、Next.jsに影響を受けて開発された。

## 概要
このフレームワークは、「ユニバーサルアプリケーションのメタフレームワーク」を謳う。ここでのユニバーサルとは、ブラウザでもサーバでも同一のVue.jsシングルファイルコンポーネントを利用してWeb画面を作成することができることを意味する。ブラウザにおいてはシングルページアプリケーション（SPA）により、サーバーにおいてはサーバサイドレンダリング（SSR）により画面を作成する。さらに、Nuxt.jsを使用すると、コンテンツの一部または全てをサーバー上で事前にレンダリングし生成が可能。
サーバーでレンダリングを行う利点はいくつかあるが、中でもSPAと比較してインタラクティブになるまで時間が短くなること、SEOが改善することである。これらは、クライアント側のJavaScriptが実行される前に各ページのレンダリング済みのHTMLがWebサーバーにより提供されることによる。言い換えると、従来のサーバーでHTMLページをレンダリングする場合のメリットと、SPAの優れたユーザーインターフェイスを利用できるメリットの、両方を利用できる。 Nuxt.jsフレームワーク自体の最大の利点は、アプリケーション開発者にとってそのようなアプリケーションの設定やセットアップをシンプルかつシームレスにできることである。よって一般的なVueのSFCを利用したアプリを開発しているかのように、開発者は単にUI部分を開発すればよいことになる。